# Partikelaccelerator
För konsthallen, se Accelerator (konsthall)

Linjär accelerator (linac); "ion source" producerar joner; "RF source" accelererar dem med högfrekvent växelspänning.

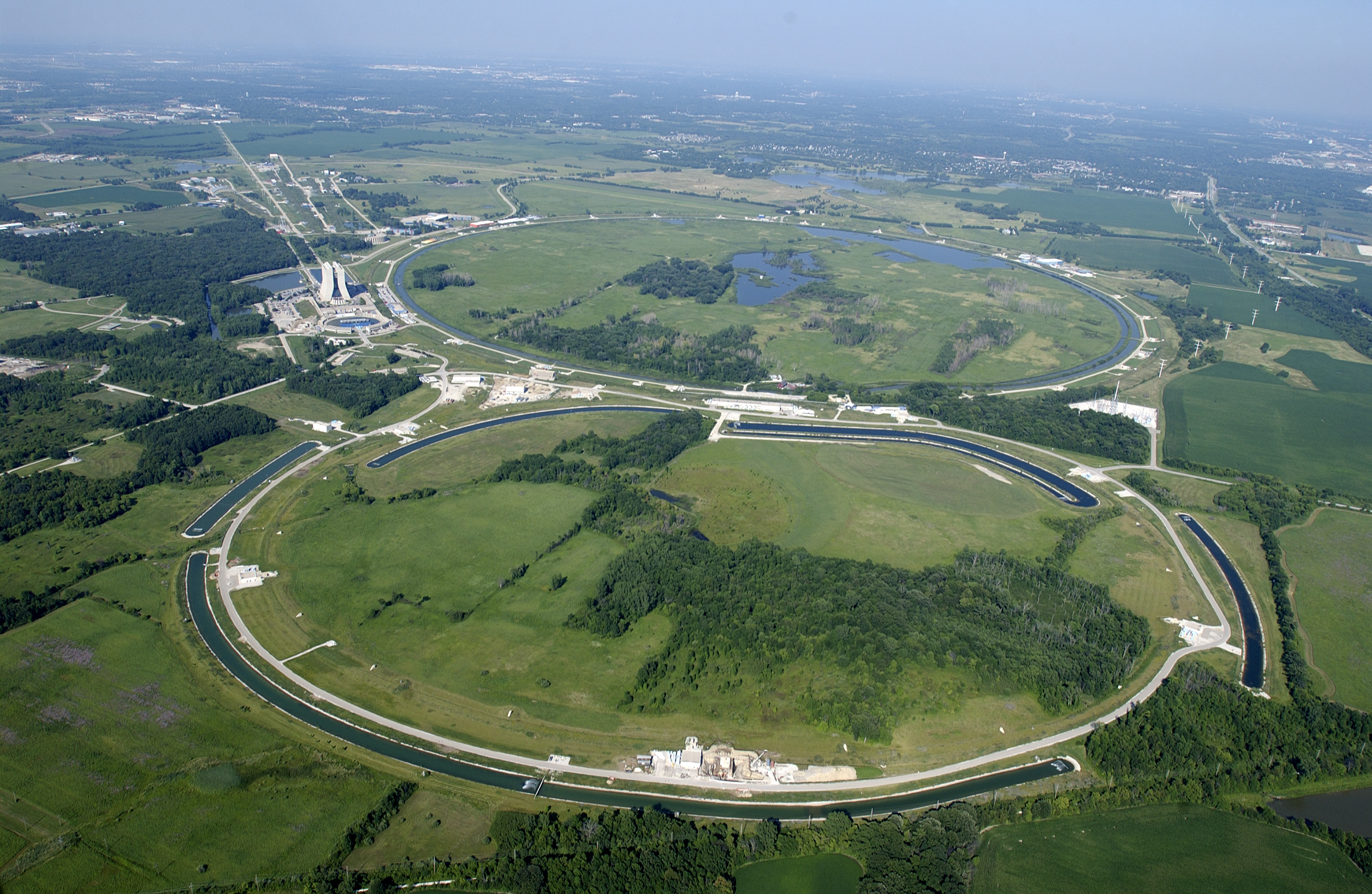
Fermilab nära Chicago

En partikelaccelerator är en anordning där laddade partiklar, främst elementarpartiklar som elektroner, positroner och protoner, accelereras till höga energier med elektriska fält. 
I tidiga acceleratorer var partikelns energi given av hur stor högspänning man kunde producera, till exempel med en Van de Graaff-generator. Om spänningskällan gav en spänning på en miljon volt, accelererade den elektroner eller protoner till en energi på 1 megaelektronvolt (och alfapartiklar till 2 MeV). Dessa acceleratorer var användbara inom kärnfysik.
För att kringgå problemen med högspänningen, utvecklade man linjära acceleratorer där en växelspänning har rätt polaritet när en grupp partiklar passerar gapet mellan två rörformiga elektroder. För att åstadkomma detta medan partiklarnas hastighet ökar, ska rören vara längre ju högre den kinetiska energin blir (se figur).
Partikelacceleratorer används traditionellt för experiment inom högenergifysik, där de oftast fungerar som kolliderare (colliders) där två partikelströmmar i motsatta riktningar accelereras till relativistisk hastighet (nära ljushastigheten) och sedan kolliderar i en detektor. Ett annat användningsområde för partikelacceleratorer är produktion av synkrotronstrålning. Detta blev känt på 40-talet och började användas på 60-talet. Acceleratorer för detta ändamål var från början synkrotroner (därav namnet) men är numera nästan alltid lagringsringar, byggda för att partikelströmmens livslängd i acceleratorn skall vara så lång som möjligt. Synkrotronstrålningen uppstår då partikelbanan böjs av magneter inne i acceleratorn.
Världens största partikelacceleratorer används till högenergifysik, och bland dem kan nämnas Large Hadron Collider på CERN i Genève. Framtidens stora högenergifysikprojekt antas bedrivas vid linjära acceleratorer, och planeringen pågår för ILC - International Linear Collider.